# Nova Bandeirantes
Nova Bandeirantes är en kommun i Brasilien.   Den ligger i delstaten Mato Grosso, i den centrala delen av landet, 1 300 km nordväst om huvudstaden Brasília. Antalet invånare är 11 630.
Följande samhällen finns i Nova Bandeirantes:
- Garimpo Juruena

Omgivningarna runt Nova Bandeirantes är huvudsakligen savann. Trakten runt Nova Bandeirantes är nära nog obefolkad, med mindre än två invånare per kvadratkilometer.